# Marna (departament)
Marna (fr. Marne, wymowaⓘ) – francuski departament położony w regionie Grand Est. Departament oznaczony jest liczbą 51. Departament został utworzony 4 marca 1790 roku. Jego nazwa pochodzi od rzeki Marny (fr. Marne).
Według danych na rok 2010 liczba zamieszkującej departament ludności wynosi 565 307 os. (69 os./km²); powierzchnia departamentu to 8162 km². Ośrodkiem administracyjnym (prefekturą) departamentu jest Châlons-en-Champagne, a największym miastem – Reims.
W 2021 roku w skład departamentu wchodziło 611 gmin (lista).

## Miejscowości
Największe miejscowości departamentu (w nawiasach liczba ludności w 2021 roku):

- Reims (179 380)
- Châlons-en-Champagne (43 877)
- Épernay (22 001)
- Vitry-le-François (11 454)
- Tinqueux (10 552)
- Bétheny (7086)
- Cormontreuil (6456)
- Fismes (5803)
- Saint-Memmie (5434)
- Aÿ-Champagne (5197)
- Mourmelon-le-Grand (5074)
- Witry-lès-Reims (4940)
- Fagnières (4877)
- Sézanne (4783)
- Sainte-Menehould (4166)
- Bezannes (4011)
- Suippes (3890)
- Montmirail (3557)
- Saint-Brice-Courcelles (3526)
- Blancs-Coteaux (3182)
- Dormans (2911)
- Warmeriville (2669)
- Bazancourt (2388)
- Courtisols (2353)
- Taissy (2187)
- Fère-Champenoise (2170)
- Muizon (2086)
- Sarry (2011)